# 盧道·克薩達·托魯諾
盧道·克薩達·托魯諾（西班牙語：Rodolfo Quezada Toruño；1932年3月8日—2012年6月4日）是天主教瓜地馬拉籍司鐸級樞機及瓜地馬拉總教區榮休總主教。

## 生平
托魯諾於1932年3月8日在瓜地馬拉瓜地馬拉市出生，後來在薩爾瓦多神學院中學習哲學。他於1956年9月21日在瓜地馬拉總教區晉鐸。他於1959年和1962年分別在奧地利因斯布魯克大學和在羅馬宗座額我略大學獲得了神學學位及教規法博士學位。
他於1972年5月13日晉牧，並獲教宗保祿六世任命為薩卡帕教區輔理主教，領加迪奧法拉領銜教區主教銜。他於1980年至2001年間任薩卡帕教區主教並於1988年至1992年及2002年至2006年期間擔任危地馬拉主教團主席。托魯諾更是一個民族英雄，他幫助結束危地馬拉36年的內戰。他引導了兩個組織簽署和平協定。
他於2001年6月19日改任瓜地馬拉總教區總主教。他曾被任命為宗座文化理事會和拉丁美洲宗教委員會成員。
教宗若望·保祿二世於2003年10月21日將他冊封為司鐸級樞機。他於2010年6月19日榮休，由慈幼會會士奧斯卡·儒略·比安-莫拉雷斯接替瓜地馬拉總教區正權總主教。
托魯諾於2012年6月4日上午在危地馬拉市一家私營醫院內去世，終年80歲。

## 牧徽

盧道·克薩達·托魯諾樞機牧徽